# (18510) Chasles
(18510) Chasles est un astéroïde de la ceinture principale.

## Description
(18510) Chasles est un astéroïde de la ceinture principale. Il fut découvert le 16 septembre 1996 à Prescott (Arizona) par Paul G. Comba. Il présente une orbite caractérisée par un demi-grand axe de 2,66 UA, une excentricité de 0,14 et une inclinaison de 2,8° par rapport à l'écliptique.

## Compléments